# فابیو سزار موتزینی
فابیو سزار موتزینی(زاده۲۴ فوریهٔ ۱۹۷۹ لوندرینا ) با نام کامل (به پرتغالی: Fábio César Montezine) هافبک برزیلی است. .
فابیو سزار موتزینی در تیم‌های فوتبال باشگاه فوتبال سانتاکروز، ویکتوریا پلزن، باشگاه فوتبال اودینزه، باشگاه فوتبال ناپولی، Avellino، باشگاه ورزشی العربی قطر، باشگاه ورزشی ام صلال، باشگاه ورزشی الریان، باشگاه ورزشی ام صلال سابقهٔ حضور دارد.